# Tu te reconnaîtras
«Tu te reconnaîtras» (en español: "Te reconocerás") es una canción interpretada por la cantante francesa Anne-Marie David que ganó el Festival de la Canción de Eurovisión 1973 representando a Luxemburgo – en la que fue la segunda ocasión en que un país repetía victoria en dos años consecutivos. Vicky Leandros había ganado la edición de 1972 con la canción "Après toi", por lo que el festival de 1973 se celebraba en la capital luxemburguesa. "Tu te reconnaîtras" fue la canción interpretada en undécimo lugar en la noche, y al finalizar la votación había recibido 129 puntos, clasificándose en primer lugar de entre 17 participantes. 
"Eres tú" de Mocedades por España acabó en segundo lugar y "Power to All Our Friends" de Cliff Richard por el Reino Unido en tercer lugar. Ambas canciones cosecharon un gran éxito comercial en 1973, en el caso de Mocedades a nivel mundial. No obstante la votación en Eurovisión fue muy ajustada, con España a tan solo 4 puntos de la victoria y Reino Unido otros dos puntos por detrás.
David grabó la canción en cuatro idiomas además del francés: alemán ("Du bist"), inglés ("Wonderful Dream"), español ("Te reconocerás") y, inusualmente, dos traducciones distintas al italiano, tituladas "Il letto del re" y "Non si vive di paura" respectivamente. 
La letra de la canción habla sobre la universalidad de la experiencia humana, dice que "te reconocerás" en las vivencias de otras personas, por ejemplo en un niño castigado por su profesor. 
| Predecesor: "Après toi", de Vicky Leandros | Ganadores del Festival de Eurovisión 1973 | Sucesor: "Waterloo", de ABBA |